# Batalla de Zipaquirá
La Batalla de Zipaquirá fue la acción militar de la Revolución de 1854, efectuada el 20 de mayo de 1854, en la ciudad de Zipaquirá, Cundinamarca.

## Antecedentes
Cuando José María Melo derrocó del poder al presidente José María Obando, muchos ciudadanos y militares salieron de Bogotá para organizarse como ejército y defender al gobierno legítimo. Con la ruta hacia Tunja salieron entre otros, el designado presidencial Tomás Herrera, a quien por ausencia del vicepresidente le correspondía asumir el mando legal de la nación, y el general Manuel María Franco, designado por éste como comandante del ejército constitucional que le haría frente a las guerrillas melistas.

## Batalla
El 20 de mayo hacia las dos de la tarde, Franco se aproximó a Zipaquirá y con dos compañías del batallón Tunja y una del escuadrón de caballería de Tundama, conformó la vanguardia a cuya cabeza marchó, dejando la consigna al resto del ejército que se moviera a diez cuadras de distancia. Envió adelante a un emisario para que negociara la rendición con Jiménez, pero fue recibido a balazos. La reacción apasionada de Franco lo llevó a tomar su lanza y abalanzarse violentamente sobre la ciudad, logrando intimar a los ubicados en los accesos.  
La vanguardia marchó hacia el camino de salida a Bogotá, y al notar que en el trayecto estaba desordenándose la tropa, Herrera alcanzó a su comandante para reconvenirlo sobre los movimientos tácticos. Franco, con ansias de vencer, respondió al presidente que no había que temer y dio la orden de ataque a la ciudad por todos lados, lanzándose de frente el ejército constitucional sobre fuertes y bien armadas trincheras que buscaban rechazarlos con fuertes descargas de plomo, lo cual lograron porque el desordenado ataque no dio lugar a la respuesta de los que avanzaban, que procurando tomar casas desde donde les disparaban, caían muertos en el intento de romper las puertas de acceso. Franco murió a las tres de la tarde en la operación con sus ayudantes de campo Narciso Gómez Valdez y Domingo Medina y el comandante Felipe Plaza. Herrera alcanzó la plaza principal junto con el coronel Gabriel Reyes, cuando fue alcanzado por una partida al mando del mayor Juan de Jesús Gutiérrez, de la cual uno de los soldados logró quitarle la lanza a Herrera, y cuando Gutiérrez iba a asestarle su lanza al presidente, el coronel Reyes lo hirió en la mano y facilitó la huida de Herrera. El combate persistió hasta la noche, cuando los restos del ejército de Herrera que lograron retirarse hacia Nemocón.